# 旭川新道

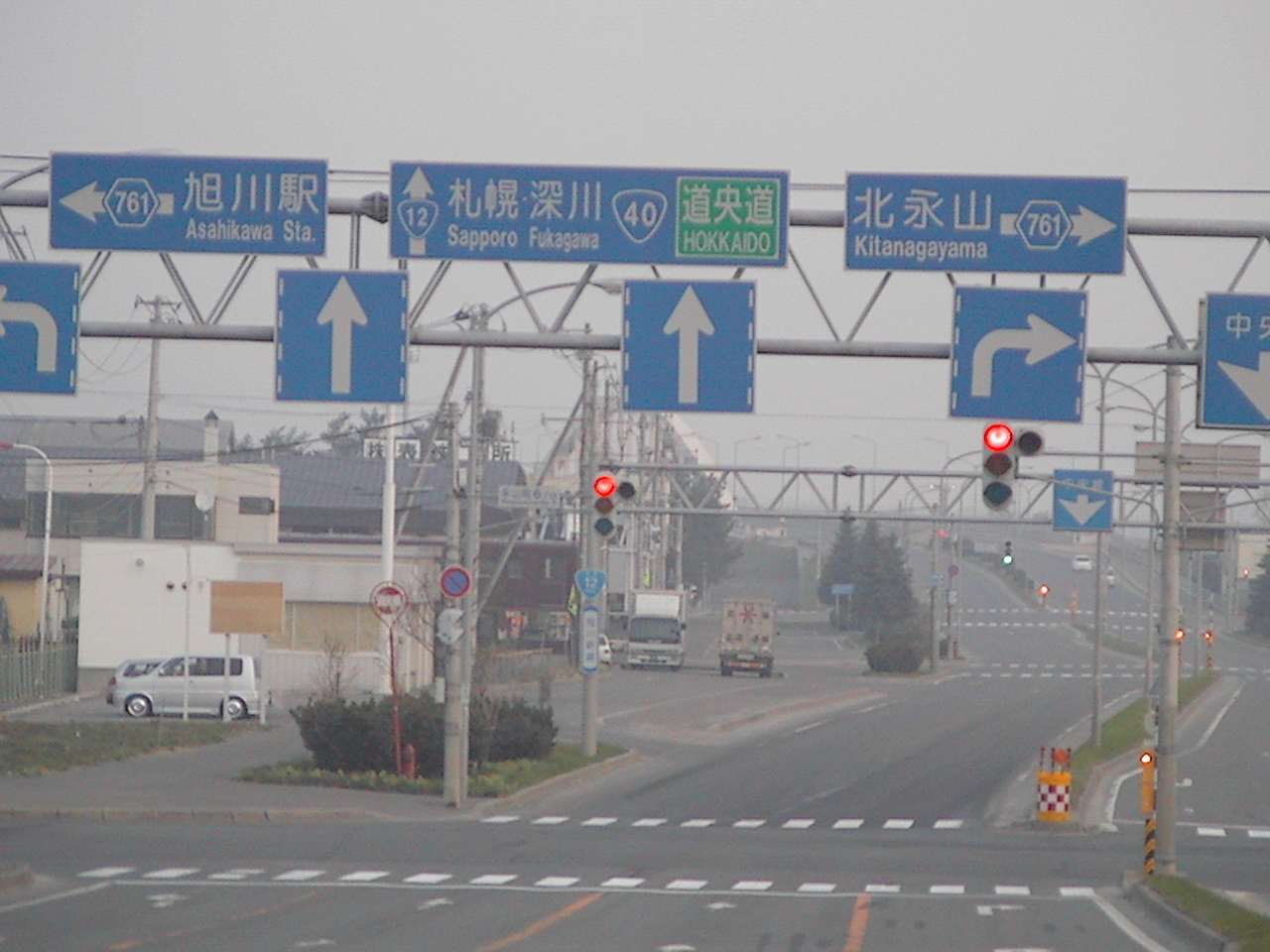
永山北1条から北旭川大橋方向を見る（2008年4月）

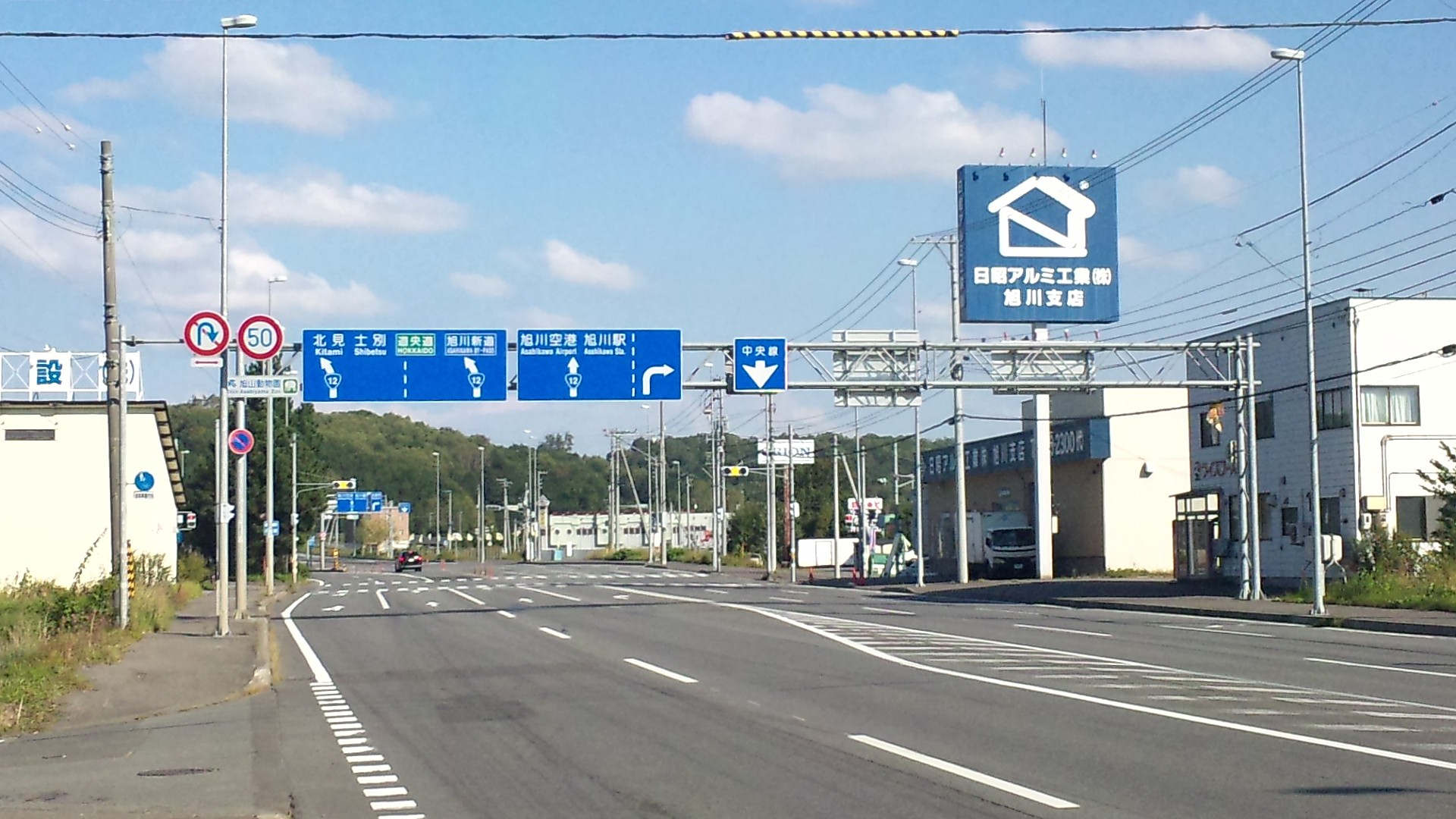
旭川新道起点付近（2016年9月）

旭川新道（あさひかわしんどう）は、北海道旭川市にある国道12号のバイパス道路。

## 概要
- 起点：旭川市台場2条6丁目[1]
- 終点：旭川市永山2条13丁目[1]
- 延長：14.1km[1]
- 幅員：32.0m[1]
- 構造規格：4種1級[1]
- 設計速度：60km/h[1]
- 車線：4車線[1]
- 事業主体：北海道開発局[1]

旭川圏の都市計画道路「3.3.11環状1号線」、「3.1.12高台永山線」（道路計画決定時の旧称は1.3.17環状2号線）になっている。

## 歴史
- 1975年（昭和50年）、事業化[1]。
- 1978年（昭和53年）、工事着手[1]。
- 1984年（昭和59年）、第1工区近文大橋が暫定供用[3]。
- 1987年（昭和62年）、第1工区（旭川トンネル下り線）が暫定供用[3]。
- 1990年（平成2年）、第2工区（春光台トンネルを含む区間）が暫定供用[3]。
- 1991年（平成3年）、第5工区（北旭川大橋を含む区間）が暫定供用[3]。
- 1992年（平成4年）、第3工区（公園トンネルを含む区間）が暫定供用[3]。
- 1995年（平成7年）、第4工区と第5工区（北旭川高架橋を含む区間）が供用し、全線暫定2車線供用となる[1]。
- 1996年（平成8年）から順次4車線化整備が進められていく[3]。
- 2001年（平成13年）、近文大橋に新たな橋が添架され4車線供用となる。
- 2008年（平成20年）11月18日、第1工区（旭川トンネル上り線）が開通し全線4車線供用となる[1]。

## 接続する道路
※上が起点側、下が終点側。
| 接続する道路                    | 場所                                        | 備考                                  |
| ------------------------------- | ------------------------------------------- | ------------------------------------- |
| 国道12号 札幌・深川方面         |                                             |                                       |
| 国道12号現道                    | 台場2条6丁目                                | 〈台場4条通〉。札幌・深川方面のみ接続 |
| 北海道道90号旭川環状線          | 忠和4条2丁目・1丁目                         |                                       |
| 北海道道98号旭川多度志線        | 忠和4条2丁目・1丁目                         |                                       |
| 北海道道1124号近文停車場緑町線  | 旭岡4丁目                                   | 〈嵐山通〉                            |
| 北海道道146号旭川鷹栖インター線 |                                             | ランプ型式で接続                      |
| 北海道道72号旭川幌加内線        | 春光7条5丁目                                | 〈江丹別通〉                          |
| 北海道道90号旭川環状線          | 末広7条4丁目                                |                                       |
| 北海道道251号雨竜旭川線         | 末広6条12丁目・11丁目                       |                                       |
| 国道40号                        | 末広1条13丁目・末広東1条12丁目              | 〈名寄国道〉                          |
| 北海道道761号北旭川停車場永山線 | 永山北2条6丁目・7丁目/永山北1条6丁目・7丁目 | 〈中央橋通〉                          |
| 国道39号                        | 永山2条13丁目                               | 〈大雪国道〉                          |

## 道路施設
- 旭川トンネル（上り線：800m、下り線：860m）[3][4]
- 忠和橋（42m）[5]
- 近文大橋（435m）[6]
- 旭町高架橋（52m）[5]
- 春光台トンネル（上り線：585m、下り線：626m）[7]
- 公園トンネル（110m）[8]
- 末広高台高架橋（54m）[5]
- 末広高架橋（29m）[5]
- 北旭川大橋（345m）[6]
- 北旭川高架橋